# 베이스볼 & 소프트볼 클럽 고도
베이스볼 & 소프트볼 클럽 고도(Baseball & Softball Club Godo)는 이탈리안 베이스볼 리그의 프로 야구 팀이다. 이탈리아 러시를 연고로 하고 있다.